# 山梨県立リニア見学センター
山梨県立リニア見学センター（やまなしけんりつリニアけんがくセンター）は、山梨県都留市にある県立の観光施設である。
高川山山麓に位置し、山梨リニア実験線および実験センターに隣接している。当施設では、山梨リニア実験線でのL0系による走行試験およびリニアに関する知識や展示車両の見学ができる。

## 沿革
- 1997年（平成9年）4月4日 - 「わくわくやまなし館」開館。
- 2014年（平成26年）4月24日 - 新館「どきどきリニア館」開館。

## 展示内容
- わくわくやまなし館
  - 観光情報コーナー
  - 屋内展望室（速度などの情報を「走行表示モニター」で確認できる）
- どきどきリニア館
  - 試験車両（MLX01-2）実物展示
  - リニアジオラマ
  - 屋内展望室

## 交通
- 中央本線・富士山麓電気鉄道富士急行線大月駅から富士急バスで15分
- 富士急行線田野倉駅から富士急バスで5分または徒歩で25 - 30分
- 富士急行線禾生駅から富士急バスで6分または徒歩25 - 30分
- 富士急行線谷村町駅から富士急バスで22分[2]
- 中央高速バス富士五湖線、「中央道小形山」下車。徒歩15分程度

### わくわくやまなし館

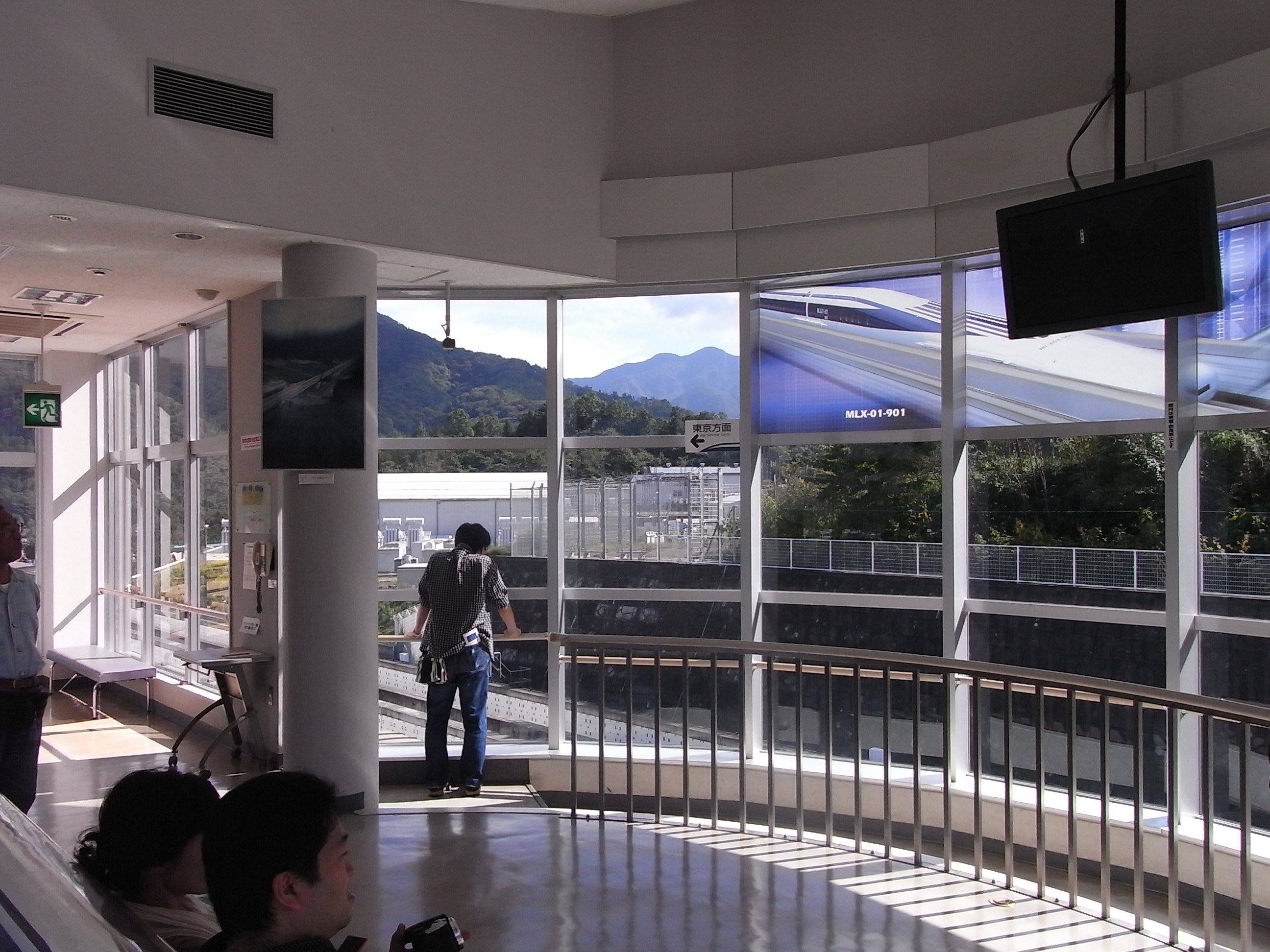
2階の展望室（2008年10月9日撮影）
展望室から見た実験線
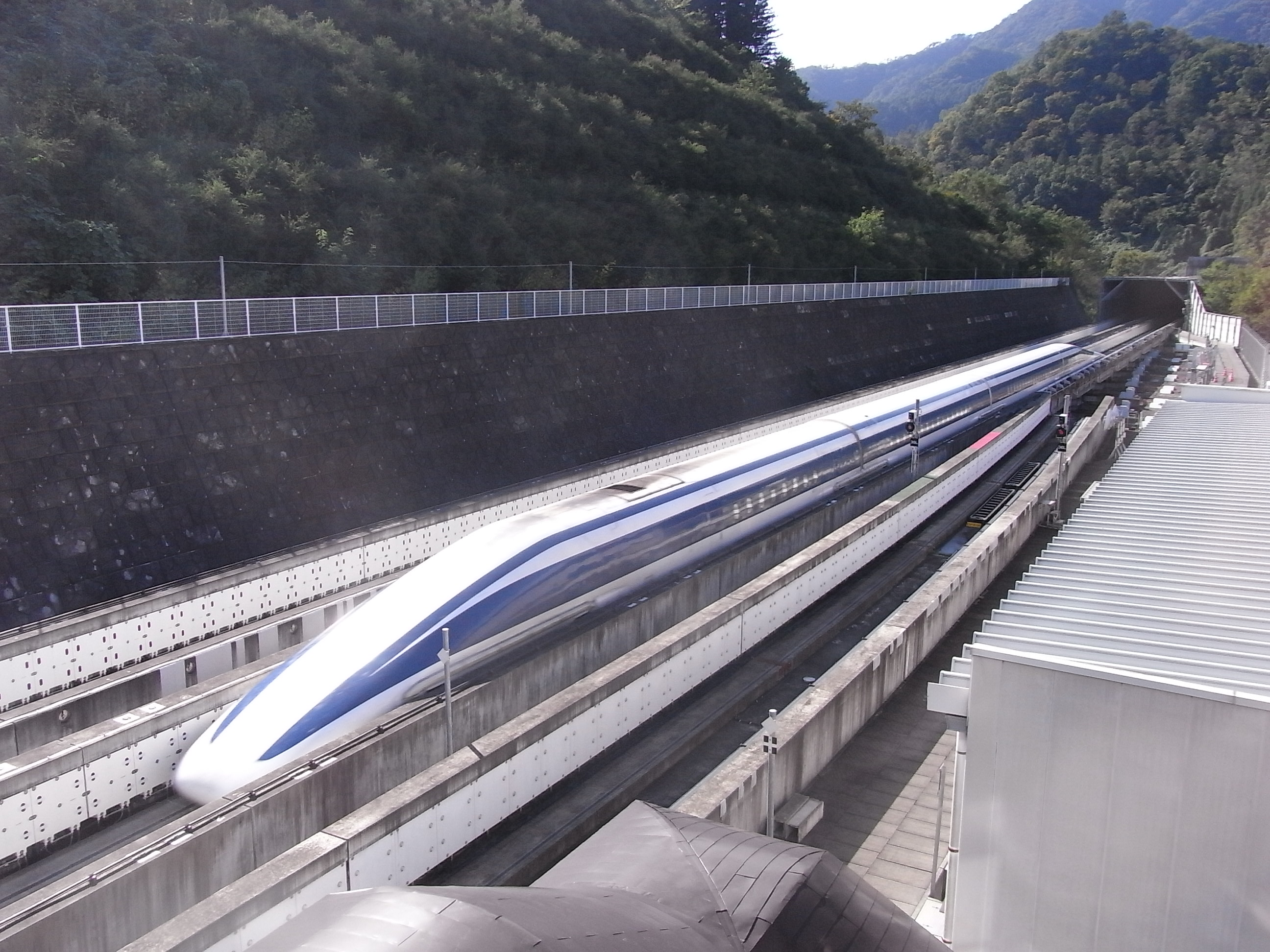
展望室から見た実験線（2008年10月9日撮影）

### どきどきリニア館

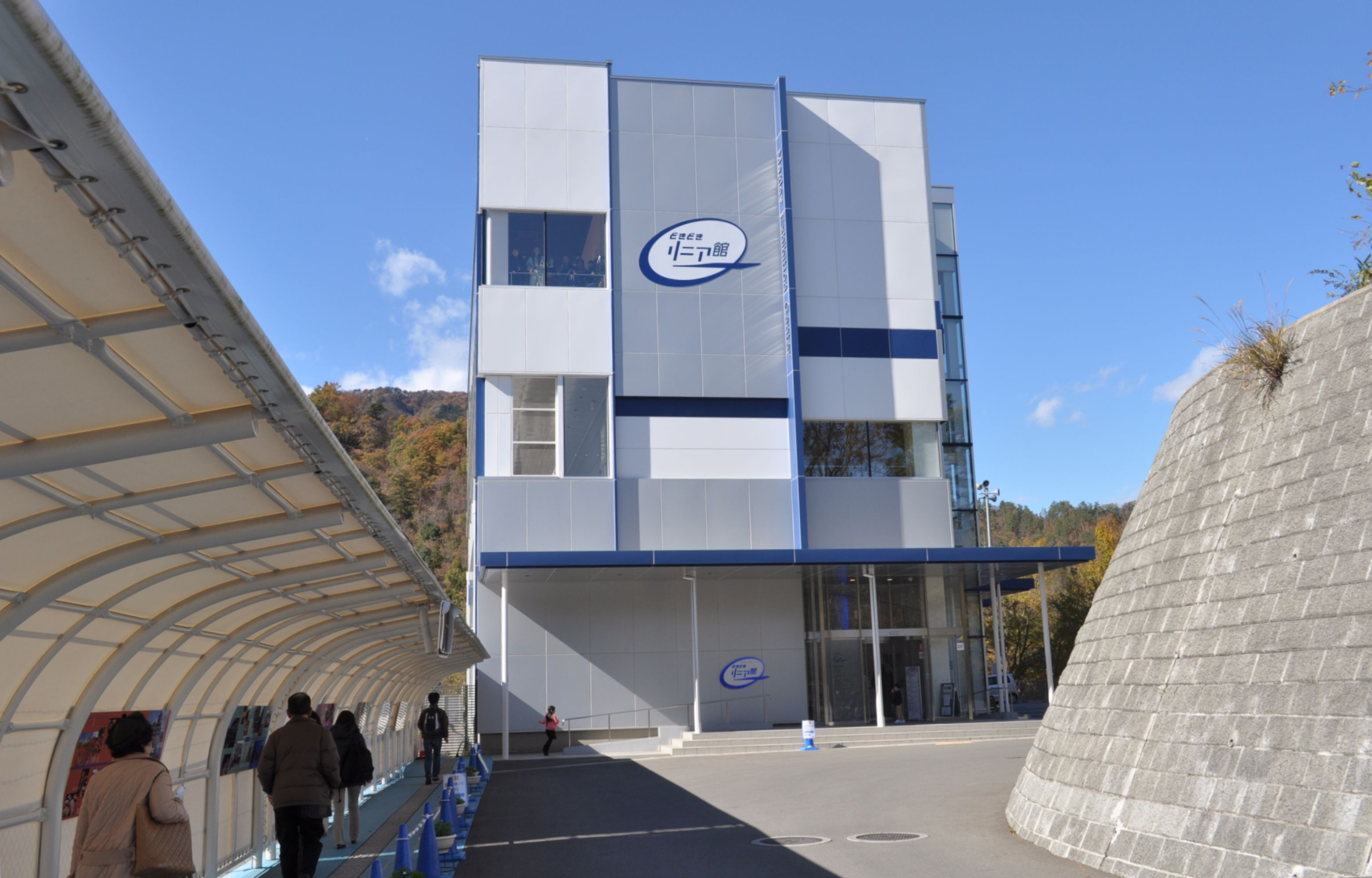
どきどきリニア館の外観（2017年11月16日撮影）
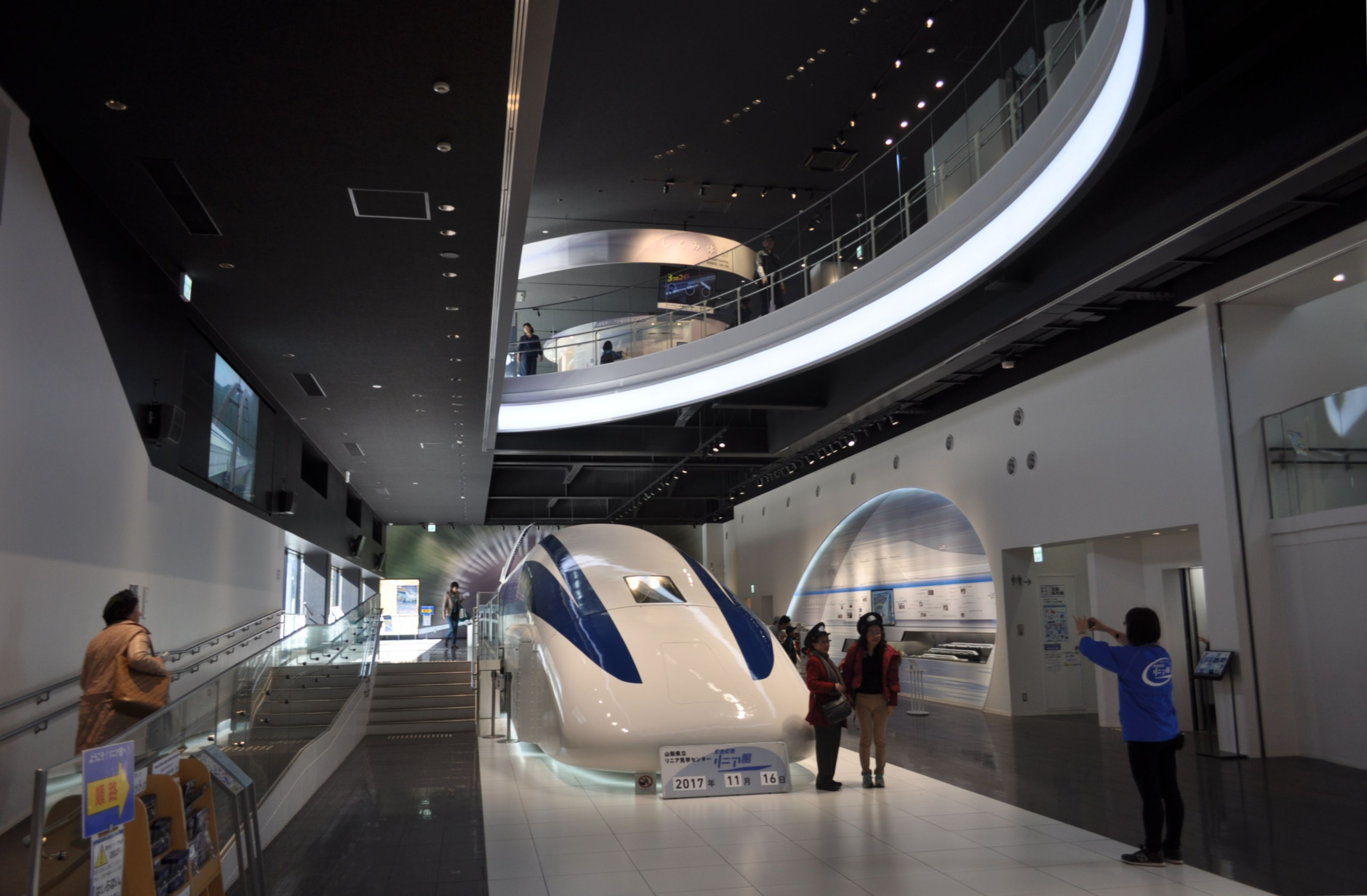
1階リニア試験車両見学スペース（2017年11月16日撮影）
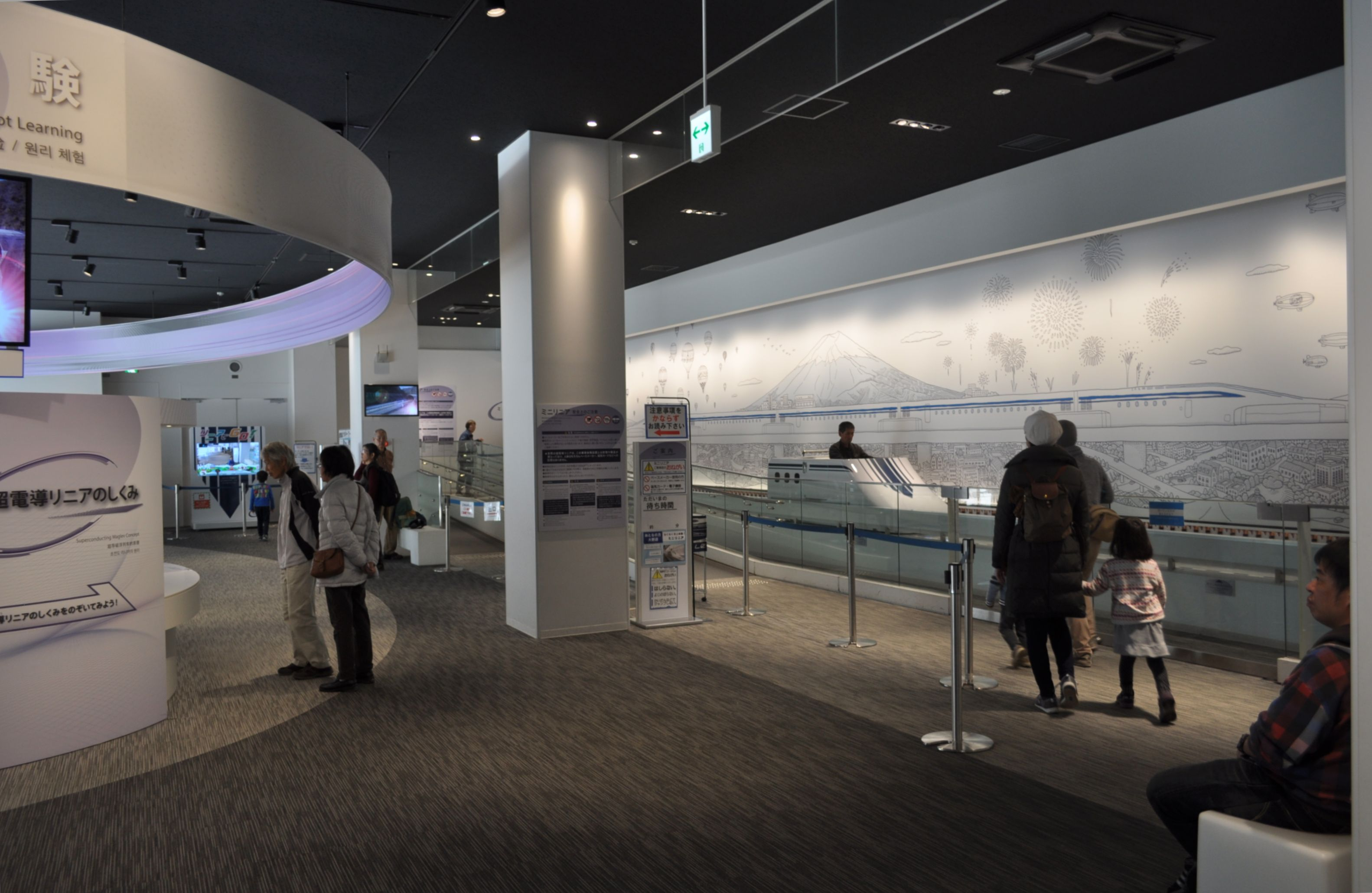
2階ミニリニア（2017年11月16日撮影）
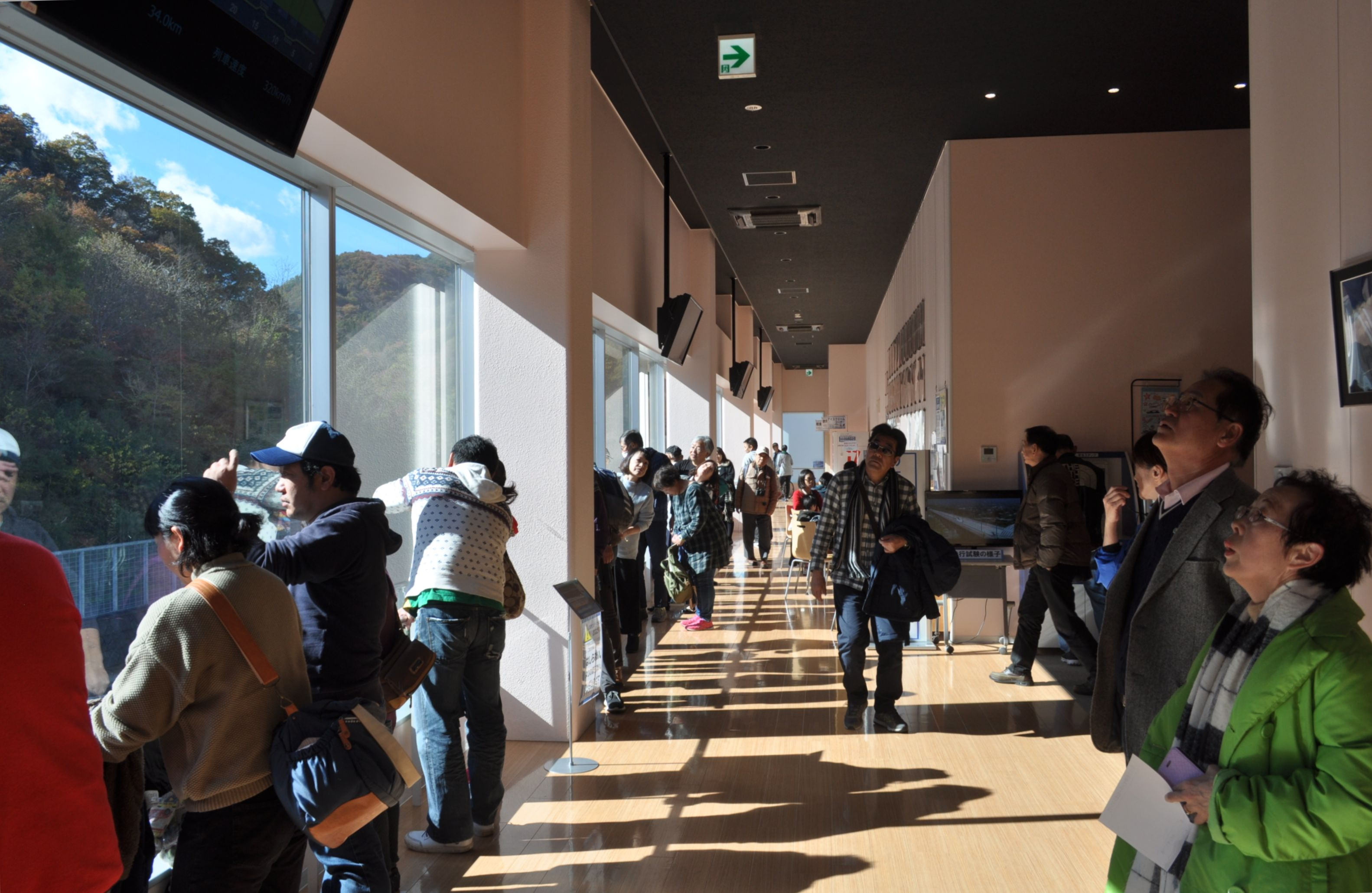
3階見学ラウンジ（2017年11月16日撮影）

## 周辺施設
- 道の駅つる - 2016年（平成28年）11月5日にオープン[3]。